# Tarachodes alluaudi
Tarachodes alluaudi es una especie de mantis de la familia Tarachodidae.

## Distribución geográfica
Se encuentra en Etiopía, Kenia, Somalia, Tanzania y  Uganda.